# جورج الحسن
جورج الحسن (بالإنجليزية: George Alhassan)‏ (11 نوفمبر 1955 بغانا - ) هو لاعب كرة قدم غاني في مركز الوسط، شارك في كأس الأمم الأفريقية 1982 وكأس الأمم الأفريقية 1984 وكأس الأمم الأفريقية 1978. وشارك مع منتخب غانا لكرة القدم. أما مع النوادي، فقد لعب مع نادي أولسان هيونداي ونادي ليبرفيل وأكرا غريت أوليمبكس.

## وصلات خارجية
- جورج الحسن على موقع دوري كوريا الجنوبية (الإنجليزية)
- جورج الحسن على موقع قاعدة بيانات كرة القدم.إي يو (الإنجليزية)
- جورج الحسن على موقع ناشيونال فوتبول تيمز (الإنجليزية)